# Zinho Vanheusden
Zinho Vanheusden, né le 29 juillet 1999 à Hasselt en Belgique, est un footballeur international belge qui joue au poste de défenseur au Marbella FC.
Considéré comme un grand espoir du football belge (45 matches et 9 buts en équipe nationale dans les catégories jeunes et espoirs), son début de carrière est contrarié par plusieurs graves blessures.

## Étymologie
Vanheusden est un nom de famille flamand qui désigne celui qui est originaire de Heusden, localité des environs de Hasselt.
Zinho est un prénom lusophone. À l'origine, en portugais, le suffixe -inho est ajouté au radical comme diminutif. Zinho Vanheusden porte ce prénom en hommage au footballeur brésilien Zinho.

## Biographie

### Origines et jeunesse
Vanheusden commence à jouer dans sa ville au Racing Club Hades Hasselt. Il transite brièvement par Saint-Trond puis rejoint le Standard de Liège dès ses neuf ans. Il est parfait bilingue néerlandais/français. 

### En club

#### Inter Milan avec prêt au Standard de Liège
Zinho Vanheusden part pour l'Italie en 2015 pour continuer sa formation à l'Inter Milan. En septembre 2017, il se déchire cependant les ligaments croisés du genou gauche. Quatre mois plus tard, après avoir prolongé son contrat avec les Nerazzurri, le Limbourgeois est prêté à son club formateur, le Standard de Liège, où il poursuit sa convalescence. Le 14 avril 2018, il fait ses grands débuts en étant titularisé à Sclessin contre La Gantoise, en play-offs 1 du championnat de Belgique. 
La saison suivante, Vanheusden devient un titulaire régulier dès novembre, inscrit son premier but chez les pros le 22 décembre, lors de la réception du KV Ostende, et participe à la phase de groupe de la Ligue Europa. Il subit toutefois un nouveau coup d'arrêt en mars, des problèmes de cartilage au genou gauche nécessitant une intervention chirurgicale.

#### Standard de Liège
Après cette année et demi en prêt, il reste en bord de Meuse et signe au Standard de Liège, lors du mercato estival 2019, pour quatre ans. Son transfert, estimé à 12,6 millions d'euros, est un record tant pour le club que pour le championnat. Il revient à la compétition le 22 septembre contre le KAS Eupen après plus de six mois d'absence. Pendant la saison, il participe à la phase de groupe de la Ligue Europa en jouant cinq matchs et en inscrivant un but contre l'Eintracht Francfort.  
En août 2020, il est promu capitaine par son nouvel entraîneur Philippe Montanier, mais à cause d'une suspension portant sur les trois premières journées du championnat de Belgique, il ne porte officiellement le brassard qu'à partir du déplacement victorieux le 30 août au Beerschot. Vanheusden perpétue ainsi la lignée des capitaines flamands du Standard de Liège, club wallon, en succédant à Wilfried Van Moer, Eric Gerets, Guy Vandersmissen, Steven Defour et Jelle Van Damme.
Le dimanche 1er novembre, lors d'une rencontre à domicile contre le KV Ostende, le Limbourgeois s'écroule en plein match après s'être tordu le genou droit dans un duel avec Makhtar Gueye. Le lendemain, les examens médicaux révèlent une déchirure des ligaments croisés du genou droit, trois ans après ceux du gauche. Rétabli de cette blessure en avril 2021, il redevient titulaire pour terminer la saison.

#### Inter Milan avec prêt au Genoa
Comme cela avait été convenu entre les deux clubs au moment de son transfert au Standard en 2019, il retourne en juillet 2021 à l'Inter pour une somme estimée à seize millions d'euros. Alors que le Standard espérait le garder dans ses rangs sous la forme d'une location, le club lombard préfère le prêter au Genoa pour la saison 2021-2022 afin qu'il acquière du temps de jeu en Série A. En raison de plusieurs blessures, il ne joue cependant que seize rencontres dont quatorze en série A et sa saison se termine le 14 février. Genoa se classe à la 19e place et descend en Série B.

#### Prêt à AZ Alkmaar
Lors de la saison 2022-2023, il est à nouveau prêté, cette fois aux Pays-Bas à l'AZ Alkmaar où il ne dispute que huit matches, toujours en raison de problèmes physiques, dont une fracture du pied en octobre.

#### Second prêt au Standard de Liège
En juillet 2023, le Standard de Liège conclut un accord avec l'Inter Milan pour un prêt d'une saison de Vanheusden (avec option d'achat d'un montant de 7M€). Après le départ d'Aron Dønnum, qui portait le brassard depuis quelques semaines, Zinho redevient capitaine des Rouches. Le 25 mai 2024, lors de la dernière journée du championnat de Belgique, il porte pour la 100e fois le maillot du Matricule 16.  

#### Prêt au KV Malines
Lors du mercato estival 2024, Zinho Vanheusden est prêté à nouveau pour une saison, cette fois au KV Malines.

#### Marbella FC
Le 7 août 2025, le club lombard libère le défenseur qui s'engage pour une saison avec le Marbella FC, club de troisième division espagnole.

### En sélections nationales
Avec les U17, il participe au championnat d'Europe des moins de 17 ans en 2016, où il officie comme capitaine lors de quatre matchs. La Belgique n'enregistre qu'une seule victoire, face à l'Écosse, et s'incline en quart de finale contre l'Allemagne. 
Le 30 septembre 2020, il reçoit sa première sélection pour l'équipe de Belgique de la part du sélectionneur Roberto Martínez et, le 8 octobre, joue 77 minutes du match amical contre la Côte d'Ivoire, étant à la base du seul but belge de la rencontre inscrit par Michy Batshuayi (1-1). 
Le 10 octobre 2023, à la suite du forfait d'Ameen Al-Dakhil, il est appelé par Domenico Tedesco et ajouté à la sélection pour les deux prochaines rencontres des Diables Rouges en Autriche et contre la Suède. Vanheusden est à nouveau repris en novembre par le Fédéral, mais une élongation au niveau des ischios encourue le week-end précédent en décidera autrement.

## Statistiques

### En club
| Saison                | Club                     | Championnat           | Championnat | Championnat | Championnat | Coupe(s) nationale(s) | Coupe(s) nationale(s) | Coupe(s) nationale(s) | Supercoupe | Supercoupe | Supercoupe | Compétition(s) continentale(s) | Compétition(s) continentale(s) | Compétition(s) continentale(s) | Compétition(s) continentale(s) | Autres compétitions | Autres compétitions | Autres compétitions | Autres compétitions | Total | Total | Total |
| Saison                | Club                     | Division              | M.          | B.          | P.d.        | M.                    | B.                    | P.d.                  | M.         | B.         | P.d.       | Comp.                          | M.                             | B.                             | P.d.                           | Comp.               | M.                  | B.                  | P.d.                | M.    | B.    | P.d.  |
| 2017-2018             | Standard de Liège (prêt) | Division 1A           | -           | -           | -           | -                     | -                     | -                     | -          | -          | -          | -                              | -                              | -                              | -                              | PO1                 | 1                   | 0                   | 0                   | 1     | 0     | 0     |
| 2018-2019             | Standard de Liège (prêt) | Division 1A           | 21          | 1           | 1           | 0                     | 0                     | 0                     | 0          | 0          | 0          | C1+C3                          | 0+4                            | 0+0                            | 0+0                            | PO1                 | 5                   | 1                   | 0                   | 30    | 2     | 1     |
| 2019-2020             | Standard de Liège        | Division 1A           | 20          | 1           | 0           | 3                     | 0                     | 0                     | -          | -          | -          | C3                             | 5                              | 1                              | 0                              | -                   | -                   | -                   | -                   | 28    | 2     | 0     |
| 2020-2021             | Standard de Liège        | Division 1A           | 8           | 0           | 0           | -                     | -                     | -                     | -          | -          | -          | C3                             | 5                              | 0                              | 0                              | PO2                 | 4                   | 0                   | 0                   | 17    | 0     | 0     |
| Sous-total            | Sous-total               | Sous-total            | 49          | 2           | 1           | 3                     | 0                     | 0                     | 0          | 0          | 0          | -                              | 14                             | 1                              | 0                              | -                   | 10                  | 1                   | 0                   | 76    | 4     | 1     |
| 2021-2022             | Genoa CFC (prêt)         | Serie A               | 14          | 0           | 0           | 2                     | 0                     | 0                     | -          | -          | -          | -                              | -                              | -                              | -                              | -                   | -                   | -                   | -                   | 16    | 0     | 0     |
| 2022-2023             | AZ Alkmaar (prêt)        | Eredivisie            | 7           | 0           | 0           | 0                     | 0                     | 0                     | -          | -          | -          | C4                             | 1                              | 0                              | 0                              | -                   | -                   | -                   | -                   | 8     | 0     | 0     |
| 2023-2024             | Standard de Liège (prêt) | Division 1A           | 21          | 0           | 0           | 2                     | 0                     | 0                     | -          | -          | -          | -                              | -                              | -                              | -                              | PO2                 | 1                   | 0                   | 0                   | 24    | 0     | 0     |
| 2024-2025             | KV Malines (prêt)        | Division 1A           | 2           | 0           | 0           | 1                     | 0                     | 0                     | -          | -          | -          | -                              | -                              | -                              | -                              | PO2                 | -                   | -                   | -                   | 3     | 0     | 0     |
| 2025-2026             | Marbella FC              | Primera Federación    | -           | -           | -           | -                     | -                     | -                     | -          | -          | -          | -                              | -                              | -                              | -                              | -                   | -                   | -                   | -                   | 0     | 0     | 0     |
| Total sur la carrière | Total sur la carrière    | Total sur la carrière | 93          | 2           | 1           | 8                     | 0                     | 0                     | 0          | 0          | 0          | -                              | 15                             | 1                              | 0                              | -                   | 11                  | 1                   | 0                   | 127   | 4     | 1     |

### En sélections nationales
| Saison                | Sélection             | Phases finales        | Phases finales | Phases finales | Phases finales | Éliminatoires CDM | Éliminatoires CDM | Éliminatoires CDM | Éliminatoires EURO | Éliminatoires EURO | Éliminatoires EURO | Ligue des Nations | Ligue des Nations | Ligue des Nations | Matchs amicaux | Matchs amicaux | Matchs amicaux | Total | Total | Total |
| Saison                | Sélection             | Compétition           | M              | B              | Pd             | M                 | B                 | Pd                | M                  | B                  | Pd                 | M                 | B                 | Pd                | M              | B              | Pd             | M     | B     | Pd    |
| --------------------- | --------------------- | --------------------- | -------------- | -------------- | -------------- | ----------------- | ----------------- | ----------------- | ------------------ | ------------------ | ------------------ | ----------------- | ----------------- | ----------------- | -------------- | -------------- | -------------- | ----- | ----- | ----- |
| 2020-2021             | Belgique              | -                     | -              | -              | -              | -                 | -                 | -                 | -                  | -                  | -                  | -                 | -                 | -                 | 1              | 0              | 0              | 1     | 0     | 0     |
| 2021-2022             | Belgique              | -                     | -              | -              | -              | 0                 | 0                 | 0                 | -                  | -                  | -                  | -                 | -                 | -                 | -              | -              | -              | 0     | 0     | 0     |
| 2023-2024             | Belgique              | -                     | -              | -              | -              | -                 | -                 | -                 | 0                  | 0                  | 0                  | -                 | -                 | -                 | -              | -              | -              | 0     | 0     | 0     |
| Total sur la carrière | Total sur la carrière | Total sur la carrière | -              | -              | -              | 0                 | 0                 | 0                 | 0                  | 0                  | 0                  | -                 | -                 | -                 | 1              | 0              | 0              | 1     | 0     | 0     |

### Matchs internationaux
| Matchs internationaux de Zinho Vanheusden, | Matchs internationaux de Zinho Vanheusden, | Matchs internationaux de Zinho Vanheusden, | Matchs internationaux de Zinho Vanheusden, | Matchs internationaux de Zinho Vanheusden, | Matchs internationaux de Zinho Vanheusden, | Matchs internationaux de Zinho Vanheusden, | Matchs internationaux de Zinho Vanheusden,                         |
| #                                          | Date                                       | Lieu                                       | Adversaire                                 | Résultat                                   | Compétition                                | Club                                       | Notes                                                              |
| ------------------------------------------ | ------------------------------------------ | ------------------------------------------ | ------------------------------------------ | ------------------------------------------ | ------------------------------------------ | ------------------------------------------ | ------------------------------------------------------------------ |
| 1                                          | 8 octobre 2020                             | Stade Roi Baudouin, Bruxelles, Belgique    | Côte d'Ivoire                              | N 1 - 1                                    | Match amical                               | Standard de Liège                          | Titulaire, remplacé par Sebastiaan Bornauw à la 77e minute de jeu. |

## Palmarès

### En club
|  |  | Inter Milan -19 ans - Championnat d'Italie -19 ans (1) : - Champion : 2017. - Coupe d'Italie -19 ans (1) : - Vainqueur : 2016. - Supercoupe d'Italie -19 ans (1) : - Vainqueur : 2017. - Finaliste : 2016. |  | Standard de Liège - Championnat de Belgique : - Vice-champion : 2018. - Coupe de Belgique (1) : - Vainqueur : 2018. - Finaliste : 2021. - Supercoupe de Belgique : - Finaliste : 2018. |

## Vie privée
Zinho Vanheusden est le fils de Johan Vanheusden, également footballeur, actif dans les années 1990 au Beerschot VAC.